# Ібрагім Дуро
Ібрагім Дуро (босн. Ibrahim Duro, нар. 26 квітня 1970) — боснійський футболіст, що грав на позиції півзахисника.
Виступав, зокрема, за «Маккабі» (Хайфа) та «Загреб», а також національну збірну Боснії і Герцеговини.

## Клубна кар'єра
Народився 26 квітня 1970 року. Вихованець футбольної школи клубу «Сараєво». Дорослу футбольну кар'єру розпочав 1989 року в основній команді того ж клубу, а 1990 року перебрався до Хорватії, де грав за «Хайдук» (Спліт), «Шибеник» та «Загреб».
Влітку 1997 року уклав контракт з ізраїльським клубом «Маккабі» (Хайфа), у складі якого провів наступні два роки своєї кар'єри гравця. Більшість часу, проведеного у складі хайфського «Маккабі», був основним гравцем команди і 1998 року допоміг команді виграти Кубок Ізраїлю. Згодом протягом 1999—2001 років захищав кольори інших місцевих клубів «Хапоель» (Кфар-Сава) та «Маккабі Ахі».
2001 року Дуро повернувся до «Загреба», з яким в сезоні 2001/02 він виграв єдиний у історії клубу чемпіонат Хорватії. 
Протягом 2003—2004 років захищав кольори клубу «Рієка», а завершив ігрову кар'єру у команді другого хорватського дивізіону «Кроація Сесвете», за яку виступав протягом 2004 року.

## Виступи за збірну
30 листопада 1995 року дебютував в офіційних матчах у складі національної збірної Боснії і Герцеговини в історичній першій офіційній грі збірної проти Албанії, яку боснійці програли 0:2. Надалі за збірну більше не грав.
| Дата       | Місто  | Господарі | Результат | Гості                | Турнір           | Голи | Примітки |
| ---------- | ------ | --------- | --------- | -------------------- | ---------------- | ---- | -------- |
| 30-11-1995 | Тирана | Албанія   | 2 – 0     | Боснія і Герцеговина | товариський матч | -    |          |
| Усього     |        | Матчів    | 1         |                      | Голів            | 0    |          |

## Досягнення
- Володар Кубка Ізраїлю: 1997/98
- Чемпіон Хорватії: 2001/02